# Stalojåkka (Jokkmokk)
Stalojåkka is een rivier annex beek in het westen van Zweden  gemeente Jokkmokk. Het is een van de rivieren die het Vihihaure van water voorziet. De Stalojåkka ontstaat waar de Staddajåkka en Sårjåsjåkka samenkomen. Op de plaats waar de Stalojåkka het meer in stroomt ligt kampement Staloluokta.
Afwatering: Stalojåkka → door de meren → Virihaure → Vastenjaure → Akkajaure → Grote Lulemeer → en de rivieren → Grote Lule → Lule → tot in de → Botnische Golf